# Moteur Série-K Rover
 (septembre 2020).
Si vous disposez d'ouvrages ou d'articles de référence ou si vous connaissez des sites web de qualité traitant du thème abordé ici, merci de compléter l'article en donnant les références utiles à sa vérifiabilité et en les liant à la section « Notes et références ».
Le moteur Série-K est un moteur thermique automobile à combustion interne, fabriqué par Rover de 1988 à 2005. Il remplace le Rover Série-T, le BMC Série-A ainsi que le Rover Série-S.
Le moteur K-Series était construit par Powertrain Ltd, une société sœur de MG Rover. Le moteur était un quatre cylindres en ligne construit sous deux formes, SOHC et DOHC, allant de 1113 à 1796cc. Ce moteur essence avait un bloc et culasse en fonte d'aluminium.

## Caractéristiques techniques
- alésage 80 mm x course 89,3 mm,
- les versions 1 100 cm3 et 1 400 SOHC (2 soupapes/cyl) les autres versions 1100, 1 400 cm3, 1 600 cm3, 1 800 cm3 DOHC (4 soupapes/cyl) et 1 800 DOHC VVC (Variable Valve Control)
- alimentation en carburant : Single KIF Carburateur SU ou Fuel injection avec système de control Rover MEMS
- turbocharger = Sur certaines versions
- Carburant essence
- refroidissement du moteur = refroidi par eau (ou liquide de refroidissement)
- puissance : 44–141 kW / 59–189 hp
- couple : 168-174 N m

## Histoire de conception

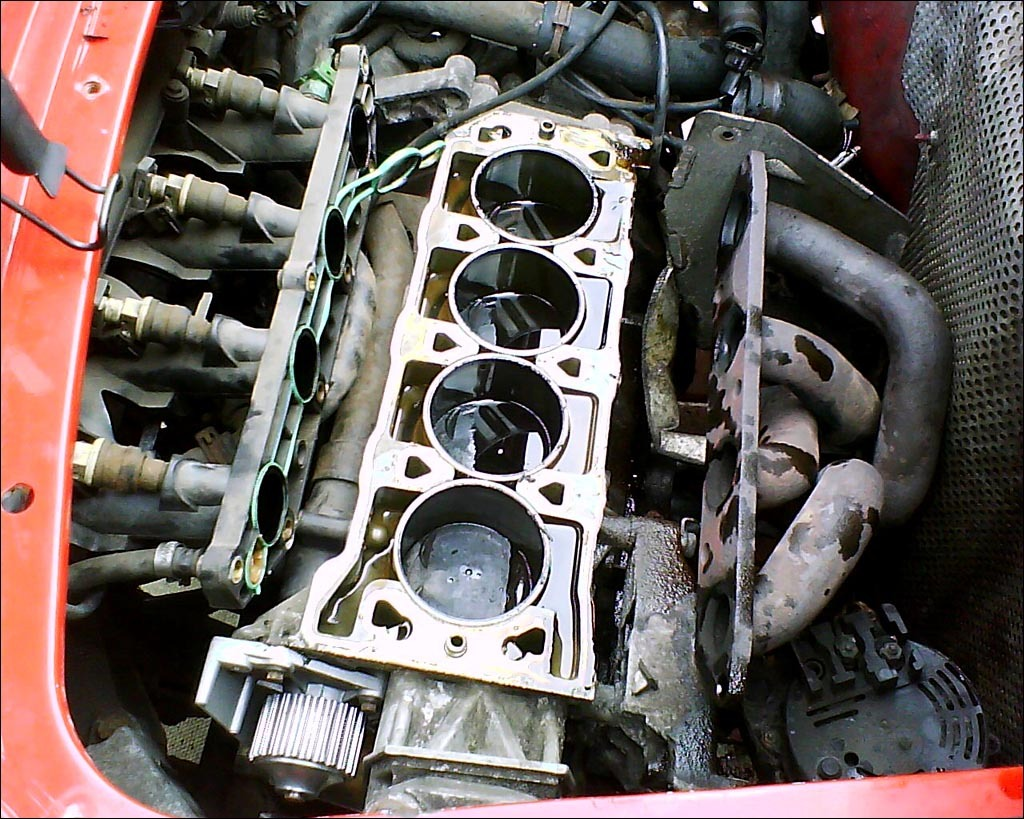
Bloc moteur 'K18' de la Rover série K (têtes de cylindres retirées)

La Série-K a été introduite en 1988 par MG-Rover en tant que source de puissance motrice pour le modèle Rover 200. Il s'agissait de la deuxième mise en œuvre de production en série de la technique de moulage au sable à basse pression (ou LPS) dans une nouvelle usine située entre East Works et Wikipedia:Cofton Hackett. (La première application en volume du procédé LPS concernait la culasse M-16, produite à South Works, à côté de l'ancienne forge). Le processus LPS consiste à pomper de l'aluminium liquide dans un moule de sable lié chimiquement par le bas. Ce procédé réduit les inclusions d'oxyde et donne un rendement de coulée d'environ 90%, contre 60% pour les procédés de coulée par gravité plus conventionnels. Le procédé évite de nombreux problèmes inhérents à la coulée de composants en aluminium et par conséquent permets une épaisseur de paroi de coulée inférieure et des rapports résistance/poids plus élevés. Cependant, le procédé a nécessité l'utilisation d'un matériau LM25 traité thermiquement qui a donné aux moteurs la réputation d'être fragiles. Une surchauffe du moteur entraînerait souvent le recuit du matériau et la mise au rebut des composants.
La disposition du compartiment moteur sur certaines voitures Rover équipées de moteurs de la Série-K - en particulier le MGF avec sa disposition à moteur central - signifie qu'une fuite de liquide de refroidissement courante sous le collecteur d'admission peut passer inaperçue jusqu'à ce que de graves dommages aient été causés à la culasse. Les blocs moteurs en aluminium ont été équipés de chemise de cylindre, de fer coulée par centrifugation, qui ont été initialement fabriqués par GKN Sheepbridge Stokes de Chesterfield, qui ont ensuite été remplacés par des doublures fabriquées par Goetze. Malheureusement, un grand nombre de moteurs du marché secondaire, les soi-disant «VHPD», ont été construits avec les anciennes chemises GKN de qualité inférieure par le Ministre, Lotus et PTP bien après l'introduction des chemises Goetze en production en 2000.
Le moteur a été initialement introduit en versions 1,1 litre et 1,4 litre SOHC et 1,4 litre DOHC. Bien avant le rachat de BMW, un agrandissement du design de la Series-K à 1,6 et 1,8 litre a été effectué. Cela a été fait en utilisant des chemises de cylindre de plus grand diamètre et en augmentant également la course. Le changement a nécessité une refonte du bloc avec le retrait du pont supérieur du bloc-cylindres et le passage des chemises "mouillées" aux chemises "humides". 
Le corps papillon en plastique monté sur le moteur jusqu'en 2001 a été fabriqué par la société SU Carburettor. Ils comprenaient également de l'aluminium et des corps de plus grande taille.
Les moteurs à quatre cylindres étaient maintenus ensemble comme un sandwich de composants par long through-bolts qui maintenait le moteur sous compression, bien que cette construction ne soit pas inconnue, et a été utilisé dans les premiers Wikipedia:moteurs de chasse légers de la Première Guerre mondiale. Il avait également été utilisé dans les moteurs de motos et le moteur de course "Sabrina" de Triumph Car.
Les deux types de culasse boulonnés au bloc quatre cylindres commun ont été désignés K8 (8 soupapes) et K16 (16 soupapes). Une conception de tête plus récente incorporait également une unité Variable Valve Control (VVC) conçue par Rover (dérivée d'un brevet AP expiré). Cela a permis de développer plus de puissance sans compromettre le couple et la flexibilité à basse vitesse. Le système VVC modifie constamment la période de la came d'admission, ce qui se traduit par un entraînement remarquablement flexible: la courbe de couple d'un moteur VVC de la Série-K est pratiquement plate sur toute la plage de régime et la puissance augmente régulièrement sans aucune baisse jusqu'à ce que le limiteur de régime entre en action à 7 200 tr/min.
À la suite de l'effondrement de MG Rover en 2005, le moteur de la Série-K a ouvert un nouveau chapitre assez intéressant de son histoire. Deux nouveaux développements du moteur étaient en cours par deux constructeurs automobiles chinois rivaux à l'époque.
Le constructeur automobile chinois Nanjing Automobile (NAC) a acheté les actifs de MG Rover et, ce faisant, a acquis l'utilisation de l'usine de Longbridge et des droits de propriété intellectuelle et des outils de production pour de nombreux modèles, y compris ceux de la Série-K. moteur.
Avec l'aide de Lotus Engineering, NAC a continué à produire la série N une version améliorée du Série-K avec un joint de culasse et une rampe d'huile redessinés construits sur l'outillage d'origine.
Ce moteur figurait sur la MG TF relancée au Royaume-Uni et sur les MG3 SW et MG7 en Chine. Contrairement à la croyance populaire, la série N n'a jamais été montée sur la MG 6.
Lorsque la MG TF a cessé sa production pour la dernière fois en 2011, la série N l'a également fait.
Le deuxième développement a été réalisé par le plus grand conglomérat chinois SAIC Motor. SAIC avait également acheté auparavant les droits et les plans de plusieurs des modèles de MG Rovers. Bien qu'ils disposaient du savoir-faire nécessaire, ils ne disposaient d'aucun outillage et ont donc dû essentiellement effectuer une rétro-ingénierie de leur version du moteur. L'avantage de cela était que cela a permis à Ricardo 2010, la société chargée par SAIC de réaliser le développement, la possibilité d'améliorer le moteur dans un certain nombre de domaines.
Le principal domaine d'amélioration comprenait la refonte de la tête pour améliorer les voies navigables et la rigidité structurelle et le bloc a également été renforcé.
Tous les nouveaux outils ont été utilisés dans sa production et la qualité des matériaux et celle du processus de moulage de l'aluminium ont créé une mise à jour beaucoup plus substantielle que celle de la série N.
Ce nouveau moteur alimenterait le Roewe 750, le Roewe 550 et plus tard après la fusion des deux sociétés NAC et SAIC, le MG 6.

## Gestion du moteur

### Moteur K8 - 8 soupapes
Les premiers moteurs K8 utilisaient un seul SU KIF carburateur avec un starter manuel et un distributeur sans disjoncteur monté à l'extrémité de l'arbre à cames. Le MEMS injection en un seul point est devenu la norme avec le lancement du Rover 100 en 1994.

### Moteur K16 - 16 soupapes
Modèles K16 utilisent MEMS, avec un 1,6 ECU de 1990 à 1994 et un 1,9 ECU à partir de 1995, soit en injection de carburant point singulier, soit en injection de carburant multi point, avec une seule bobine à l'arrière du bloc moteur et un chapeau de distributeur et un bras de rotor à l'extrémité de l'arbre à cames d'admission. Le MEMS 2J a été utilisé sur le moteur VVC pour contrôler la commande variable des soupapes et le système d'allumage sans distributeur, qui était utilisé parce qu'il y avait des arbres à cames courroie d'entraînement aux deux extrémités du moteur. Avec le lancement des Rover 25 et Rover 45 en 1999, MEMS 3 a été introduit, avec deux bobines et injection séquentielle.

### Gamme de modèles
Moteur Series-K Rover : Numéros d'identification 

#### 1100
Codes moteur : 11K2F (8 soupapes) or 11K4F (16 soupapes)
Tous les moteurs '1100' déplacent 1113cc avec un alésage 75 mm × 63 mm de course; quatre variantes ont été créées:
SOHC K8 8 soupapes, carburateur, 44 kW; 59 hp
SOHC K8 8 soupapes, SPI, 44 kW; 59 hp
SOHC K8 8 soupapes, MPI, 44 kW; 59 hp
DOHC K16 16 soupapes, MPI, 55 kW; 74 hp
Voitures fournies avec le 1100:
Rover Metro
Rover 100
Rover 200
Rover 25

#### 1400
Codes moteur: 14K2F (8V), 14K4F (16V), 14K16 (16V)?
Tous les moteurs '1400' déplacent 1 396 cm3. Six variantes ont été créées :
SOHC K8 8 soupapes, carburateur, 55 kW; 74 hp
SOHC K8 8 soupapes, SPI, 55 kW; 74 hp
SOHC K8 8 soupapes, MPI, 55 kW; 74 hp
DOHC K16 16 soupapes, SPI, 66 kW; 89 hp
DOHC K16 16 soupapes, MPI, 61 kW; 82 hp
DOHC K16 16 soupapes, MPI, 76 kW; 102 hp
La variante K16 82 hp est exactement la même que la version 102 hp, à l'exception d'un corps papillon restrictif conçu pour abaisser le groupe d'assurance de la voiture. Cela peut être reconverti en replaçant le corps papillon sans restriction. La version 89 hp SPI dispose d'une injection de carburant en point singulier plutôt que du multi-point du moteur plus récent.
Voitures fournies avec le 1400:
Rover Metro
Rover 100
Rover 200
Rover 25
Rover 400
Rover 45
Rover Streetwise
MG ZR
MG ZS - Irlande et Portugal uniquement
Caterham Seven
GTM Libra
GTM K3
OFS Polonez Caro / Atu
Reliant Scimitar Saber

#### 1600
Code moteur: 16K4F
Tous les moteurs '1600' déplacent 1 588 cm3 et ont DOHC, 16 soupapes et MPI. Deux variantes ont été créées:
DOHC K16 16-valve, MPI, 80 kW; 108 hp
DOHC K16 16-valve, MPI, 82 kW; 109 hp
Voitures fournies avec le 1600:
Rover 200
Rover 25
Rover Streetwise
Rover 400
Rover 45
MG ZS
MG F
MG TF
Caterham Seven
Caterham21

#### 1800
Codes moteur: 18K4F (16V non-VVC), 18K4K (variantes VVC)
Le moteur 1.8 est la plus grosse cylindrée du moteur. Tous les moteurs '1800' déplacent 1 796 cm3 | avec un alésage de 80x89.3 mm de course DOHC, 4 soupapes par cylindre et Injection de carburant multipoint (MPI) .
Non-VVC (18K4F):
Atmosphérique:
Le moteur de base, le moteur produit 120 à 5600 tr/min et 168 N m à 3500 tr/min de couple ou légèrement tuned (amélioré) 134 hp à 6750 tr/min et 165 N m à 3000 tr/min en la MG TF
Années	Modèle
1995-99	Rover 200
1999-05	Rover 25
1999-05	Rover 45
1998-05	Rover 75
2003–05	Rover Streetwise
2001-05	MG ZR
2001-05	MG ZS
2001-05	MG ZT
1995–05	MG F
1997–06	Land Rover Freelander
1996-05	Caterham Seven
1996–99	Caterham 21
Turbocompressé:
Le 1.8 Turbo a été développé pour remplacer le 2.0 moteur Rover KV6 en raison des émissions et de l'économie de carburant, le moteur est turbocompressé et produit 110 to 118 kW; 148 to 158 hp
Années	Modèle
- 2000-2005	Rover 75
- 2001-2005	MG ZT

VVC (18K4K):
Le moteur VVC était disponible en trois variantes:
- Le premier VVC produit 143 hp à 7000 tr/min / 174 N m à 4500 tr/min

Années	Modèle
1995-99	Rover 200
1995-99	Rover 200 Coupé
1999-05	Rover 25
1995–05	MG F / MG TF
1996-05	Caterham Seven
1996–99	Caterham 21
- Rover a ensuite amélioré le moteur VVC pour produire 158 hp à 7000 tr/min / 174 N m à 4700 tr/min

Années	Modèle
2001-05	MG ZR
2001-05	MG ZS
2001-05	MG ZT
1995–05	MG F / MG TF
1996-05	Caterham Seven
1996–99	Caterham 21
- VHPD - Dérivé très haute performance, 175- 192 hp (version Lotus) (Utilise un moulage de culasse unique VVC (similaire à la coulée VVC), a de grosses soupapes, mais avec un calage de came fixe - Aucune entrée de développement n'a été demandée à Rover).

Années	Modèle
1996-06	Lotus Elise
2000-04	Lotus Exige
2000	Lotus 340R
1996-05	Caterham Seven
1996–99	Caterham 21

## Moteur Kavachi
Kavachi engine est une version largement améliorée de la série Rover K, utilisant un turbo et une boîte de vitesses différents, un joint de culasse amélioré et un bloc renforcé. La société d'ingénierie britannique Ricardo plc, experte en conception de moteurs de course, a été chargée non seulement de repenser le moteur, mais également le processus de fabrication pour produire ce qui est maintenant un moteur très fiable. Il n'est disponible qu'en version déplaçant 1 796 cm3.